# Федерація футболу АСЕАН
Федерація футболу АСЕАН (англ. ASEAN Football Federation, AFF) — підрозділ Азійської конфедерації футболу, що контролює розвиток футболу Південно-Східної Азії. Заснована в 1984 року. Штаб-квартира розташована в місті Петалінг-Джая (Малайзія). У федерацію входить 12 національних футбольних асоціацій. З 1996 року проводиться чемпіонат АСЕАН, головний турнір федерації.

## Члени
| Федерація футболу АСЕАН (AFF) |               |        |      |
| AUS                           | Австралія     | (Ч, Ж) | 2013 |
| BRU                           | Бруней        | (Ч, Ж) | 1984 |
| VIE                           | В'єтнам       | (Ч, Ж) | 1996 |
| IDN                           | Індонезія     | (Ч, Ж) | 1984 |
| CAM                           | Камбоджа      | (Ч, Ж) | 1996 |
| LAO                           | Лаос          | (Ч, Ж) | 1996 |
| MAS                           | Малайзія      | (Ч, Ж) | 1984 |
| MYA                           | М'янма        | (Ч, Ж) | 1996 |
| SIN                           | Сінгапур      | (Ч, Ж) | 1984 |
| TLS                           | Східний Тимор | (Ч, Ж) | 2004 |
| THA                           | Таїланд       | (Ч, Ж) | 1984 |
| PHI                           | Філіппіни     | (Ч, Ж) | 1984 |